# Kilik (Fluss)
Der Kilik, auch Kilik Jilga, ist ein 53 km langer rechter Nebenfluss des Kunjirap im pakistanischen Sonderterritorium Gilgit-Baltistan.

## Verlauf
Der Kilik entsteht am Gletschermaul des Harkgletschers. Der Fluss strömt anfangs 8 km in ostnordöstlicher Richtung, bevor er eine scharfe Biegung nach Süden vollführt. Der Kilik verläuft im äußersten Osten des Hindukusch. Die Bergkette nördlich des Oberlaufs bildet die Grenze zwischen Pakistan und der Volksrepublik China. Der Kilik-Pass überquert diese Bergkette nördlich der Flussbiegung. Der Kilik behält seine Fließrichtung nach Süden bei. Der Mintaka trifft linksseitig auf den Kilik. Die letzten 13 km unterhalb der Einmündung des Derdi (Derdi Jilga) von rechts bildet der Kilik die nördliche Grenze des Karakorum-Gebirges. Schließlich trifft er etwa 7 km nördlich der Ortschaft Sust auf den Kunjirap. Der Kilik entwässert ein etwa 958 km² großes Gebiet.